# والچانووو
والچانووو (به بلغاری: Valchanovo) یک منطقهٔ مسکونی در بلغارستان است که در استان بورگاس واقع شده‌است.